# Nólsoy
Nólsoy (Deens Nolsø) is een centraal gelegen eiland op de Faeröer, ten oosten van Tórshavn op Streymoy. Het is 9 km lang en heeft één berg, de Høgoyggj, waarvan het hoogste punt Eggjarklettur heet (371 meter). Daarmee is Nólsoy het eiland met de laagste top van de Faeröer. Het heeft de grootste kolonie van stormvogeltjes ter wereld. Aan de zuidkust liggen twee kapen, elk met een vuurtoren, Øknastangi in het zuidoosten en Borðan in het zuiden. De vuurtorens werden aan het einde van de achttiende eeuw gebouwd. Het lokale museum van Nólsoy, Húsið við Brunn, werd in de zeventiende eeuw uit wrakhout gebouwd en was het eerste huis op het eiland dat een kookfornuis had.
Er is maar één bewoonde plaats op het eiland die ook Nólsoy heet en op het schiereiland Stongin ligt, dat met de rest van het eiland verbonden is door een slechts enkele tientallen meters brede landengte. Nólsoy heeft ongeveer 250 inwoners, waarvan er 40 elke dag als forens op en neer gaan naar Tórshavn. Er is een bootverbinding die de twee kilometer afstand tot de hoofdstad in twintig minuten aflegt. De goedkopere woningen in Nólsoy hebben de laatste jaren veel jonge gezinnen aangetrokken die zo voor niet al te veel geld 'op het land' kunnen wonen. Het eiland telt een pub en een postkantoor.

## Bekende inwoners
Nólsoy was de thuisbasis van Nólsoyar-Páll alias Poul Nolsøe, een Faeröerse nationale held die geboren is op het eiland, omwille van zijn inspanningen voor het beëindigen van het handelsmonopolie.
Een andere held is Ove Joensen, die in 1986 in een boot van traditionele makelij van de Faeröer naar Kopenhagen roeide. Het jaarlijkse festival Ovastevna op Nólsoy wordt georganiseerd om hem te herdenken.

## Externe link

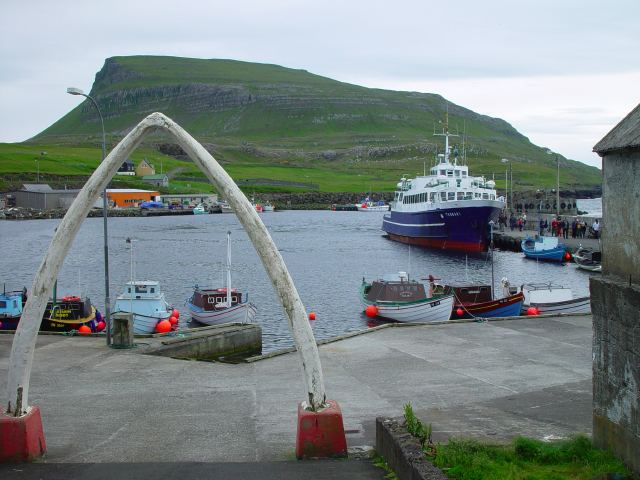
De haven van Nólsoy

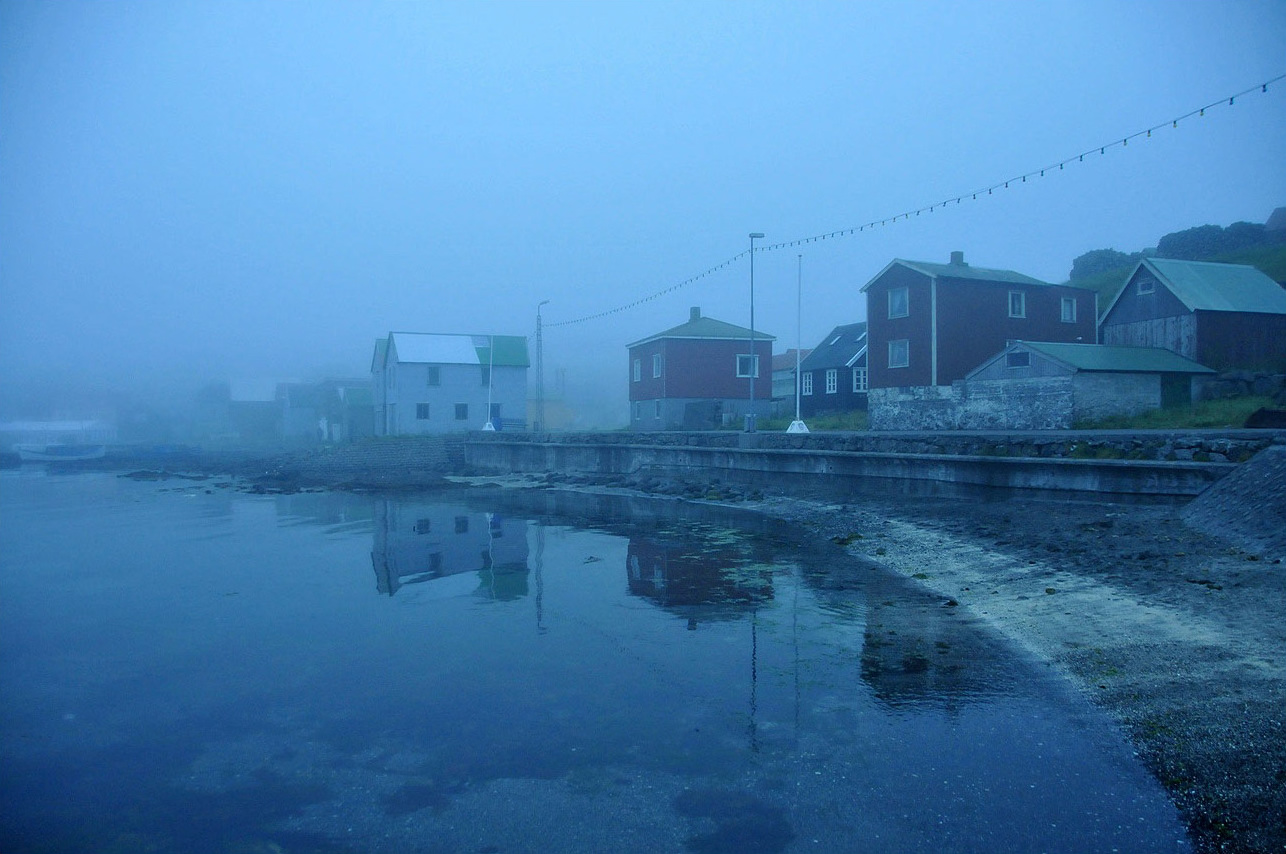
Nólsoy in de mist